# Campeonato Pernambucano de Futebol Feminino de 2019
O Campeonato Pernambucano de Futebol Feminino de 2019, foi a 17.ª edição da principal competição do futebol feminino pernambucano. A disputa teve o regulamento diferente ao ano anterior, tendo 11 datas disputadas e teve inicio no dia 22 de junho. A competição ocorreu simultaneamente com a realização da Copa América de 2019, realizada no Brasil entre os dias 14 de junho e 7 de julho.
O título foi definido em confronto único entre, Sport e Vitória, que fez parceria com o Santa Cruz, para reativação do departamento feminino do tricolor, na disputa do nacional feminino. A decisão foi realizado no estádio do leão da ilha, Ilha do Retiro. Em jogo muito acirrado e com ambas equipes empatadas em número de títulos, as tricolores das tabocas se sagraram campeãs pernambucanas, conquistando seu oitavo título na competição. Apesar do título, Sport e Vitória-PE já possuem vagas garantidas na Série A2 do Brasileirão Feminino de 2020, por terem sido rebaixados no ano anterior, repassando a vaga ao Náutico, terceiro colocado.

## Regulamento
A edição de 2019 do pernambucano feminino, contou com a participação de seis clubes. A competição teve duas fases distintas; fase classificatória e fase eliminatória de acordo com o regulamento especifico, onde:
Na Primeira fase — Fase classificatória: as equipes formaram um grupo único, jogando apenas um turno. Classifica para a fase seguinte, as quatro melhores equipes da fase inicial.
Na Segunda fase — Fase eliminatória: nesta última fase, as equipes disputaram um torneio eliminatório de ida e volta, classificando as equipes vitoriosas nas semifinais. A final da competição, foi realizada em jogo único em estádio pré-selecionado. As equipes mandaram seus jogos iniciais em seus centros de treinamento.

### Critérios de desempate
Em caso de empate por pontos entre dois ou mais clubes, os critérios de desempate foram aplicados na seguinte ordem:
1. Número de vitórias;
2. Saldo de gols;
3. Gols pró;
4. Menor número de cartões vermelhos;
5. Menor número de cartões amarelos;
6. Sorteio.

Na disputa das semifinais, considera-se como critério de desempate o resultado dos jogos somados, ou seja, o resultado de 180 minutos. Permanecendo o empate, o desempate se dá pelo maior número de gols marcados no campo do adversário. Caso persista igualdade entre as equipes, aplica-se a disputa de tiros livres da marca penal (de acordo com o regulamento FIFA). No caso da final, caso persista igualdade entre as equipes, será aplicada a disputa de tiros livres da marca penal.

## Participantes
| Equipe              | Cidade                 | Em 2018  | Estádio (mando)    | Capacidade | Títulos            |
| ------------------- | ---------------------- | -------- | ------------------ | ---------- | ------------------ |
| Central             | Caruaru                | ND       | Lacerdão]]         | 19.478     | 0 (não possui)     |
| Íbis                | Paulista               | 6º Lugar | Ademir Cunha       | 12.000     | 0 (não possui)     |
| Ipojuca             | Ipojuca                | 3º Lugar | Nossa Senhora do Ó | 3.000      | 0 (não possui)     |
| Náutico             | Recife                 | 2º Lugar | CT Wilson Campos   | —          | 2 (último em 2006) |
| Sport               | Recife                 | 1º Lugar | CT do Leão         | —          | 7 (último em 2018) |
| Vitória das Tabocas | Vitória de Santo Antão | ND       | CT do Vitória-PE   | —          | 7 (último em 2016) |

## Primeira fase
Atualizado em 18 de agosto de 2019.
| Pos | Equipes             | Pts | J | V | E | D | GP | GC | SG  | %    | Classificação ou Eliminação       |
| --- | ------------------- | --- | - | - | - | - | -- | -- | --- | ---- | --------------------------------- |
| 1   | Sport               | 13  | 5 | 4 | 1 | 0 | 26 | 1  | +25 | 86.6 | Classificados para a Segunda fase |
| 2   | Vitória das Tabocas | 13  | 5 | 4 | 1 | 0 | 28 | 4  | +24 | 86.6 | Classificados para a Segunda fase |
| 3   | Náutico             | 9   | 5 | 3 | 0 | 2 | 11 | 7  | +4  | 66.6 | Classificados para a Segunda fase |
| 4   | Íbis                | 6   | 5 | 2 | 0 | 3 | 13 | 14 | –1  | 40.0 | Classificados para a Segunda fase |
| 5   | Ipojuca             | 3   | 5 | 1 | 0 | 4 | 8  | 28 | –20 | 20.0 | Eliminados na Primeira fase       |
| 6   | Central             | 0   | 5 | 0 | 0 | 5 | 4  | 36 | –32 | 0.0  | Eliminados na Primeira fase       |

## Segunda fase

### Tabela até a final
Em itálico, os times que possuem o mando de campo no primeiro jogo do confronto e em negrito os times classificados.
|  | Semifinais 25 de agosto à 01 de setembro | Semifinais 25 de agosto à 01 de setembro | Semifinais 25 de agosto à 01 de setembro | Semifinais 25 de agosto à 01 de setembro |   |       | Final 08 de setembro | Final 08 de setembro |
|  |                                          |                                          |                                          |                                          |   |       |                      |                      |
|  | Íbis                                     | 0                                        | 0                                        | 0                                        |   |       |                      |                      |
|  | Sport                                    | 0                                        | 3                                        | 3                                        |   |       |                      |                      |
|  | Sport                                    | 0                                        | 3                                        | 3                                        |   | Sport | 1                    |                      |
|  |                                          |                                          |                                          |                                          |   | Sport | 1                    |                      |
|  |                                          | Vitória das Tabocas                      | 2                                        |                                          |   |       |                      |                      |
|  | Náutico                                  | Vitória das Tabocas                      | 2                                        | 1                                        | 1 | 2     |                      |                      |
|  | Náutico                                  |                                          |                                          | 1                                        | 1 | 2     |                      |                      |
|  | Vitória das Tabocas                      | 1                                        | 3                                        | 4                                        |   |       |                      |                      |

### Final
| 8 de setembro | Sport     | 1–2    | Vitória das Tabocas           | Ilha do Retiro, Recife                                    |
| 15:00         | Thays 59' | Súmula | Marcela 57' · Nadine Dias 85' | Público: R$ Árbitro: PE Luiz Fernando do Nascimento Silva |

| Sport | Vitória das Tabocas |

## Premiação
| Campeonato Pernambucano Feminino de 2019 |
| ---------------------------------------- |
| Vitória das Tabocas Campeão (8° título)  |

## Estatísticas

### Artilharia
Atualizado em 8 de setembro de 2019.
| Pos. | Jogador    | Equipe              | Gols |
| ---- | ---------- | ------------------- | ---- |
| 1°   | Esterfany  | Sport               | 8    |
| 2°   | Thays      | Sport               | 6    |
| 3°   | Vr.        | Íbis                | 5    |
| 4°   | Isis Rossi | Íbis                | 4    |
| 5°   | Laura      | Vitória das Tabocas | 3    |
| 5°   | Kety       | Sport               | 3    |

### Hat-tricks
| Jogadora    | Clube   | Adversário | Placar | Data         | Ref.   |
| ----------- | ------- | ---------- | ------ | ------------ | ------ |
| Thays       | Sport   | Ipojuca    | 9–0    | 22 de junho  | [ 10 ] |
| Kety        | Sport   | Íbis       | 4–1    | 7 de junho   | [ 11 ] |
| Laura Pires | Vitória | Ipojuca    | 11–0   | 7 de julho   |        |
| Esterfany   | Sport   | Central    | 10–0   | 11 de agosto | [ 12 ] |

## Ligações Externas
- Federação Pernambucana de Futebol
- Tabela do Pernambucano Feminino 2019